# スウィンドン

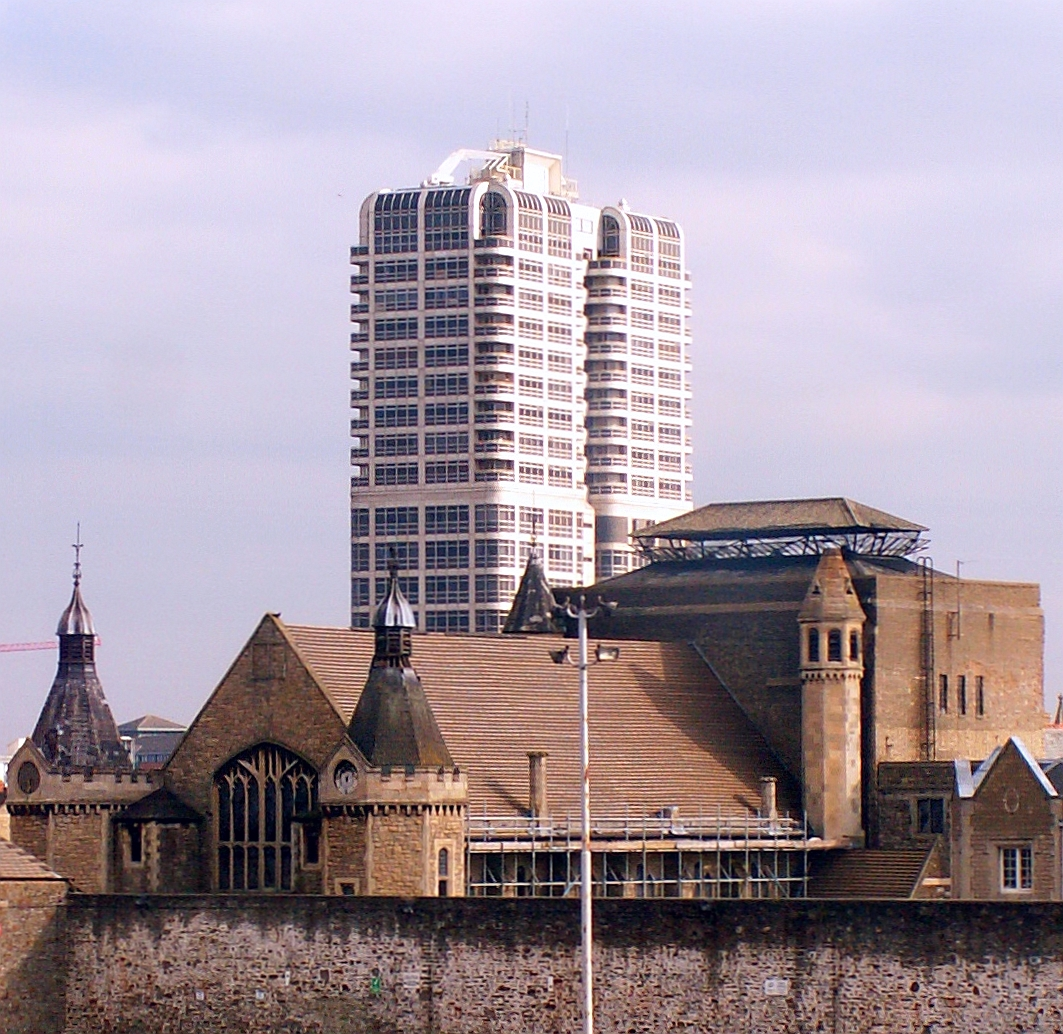
市街地の様子

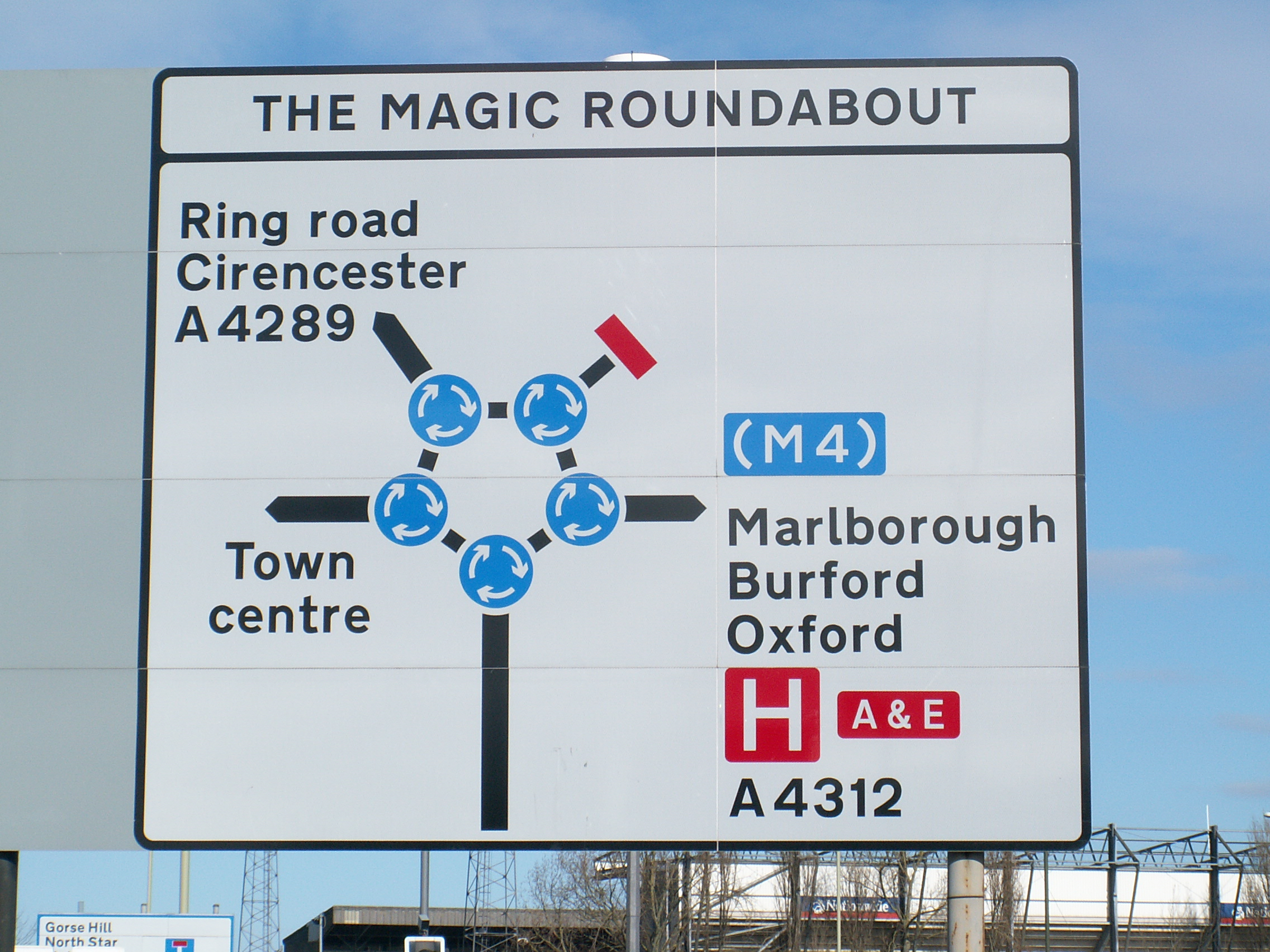
マジックラウンドアバウトの標識

マジックラウンドアバウトの地図

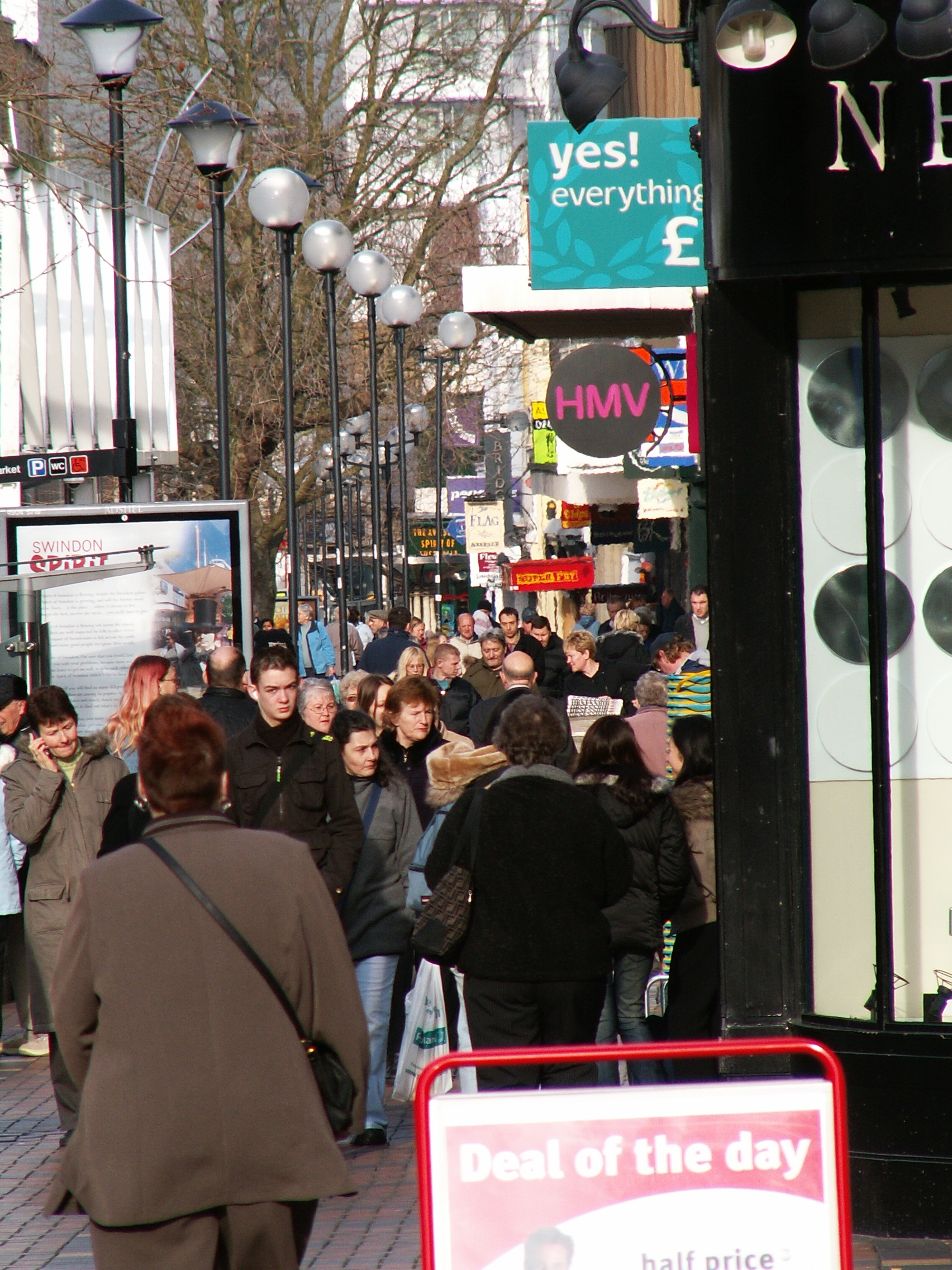
市街地のにぎわい

スウィンドン（Swindon）は、イングランド、ウィルトシャーのタウン。ロンドンから西に高速道路M4を使って約1時間ほどの位置にあり、人気観光地のコッツウォルズにほど近い。行政的には、バラ・オブ・スウィンドンに属している。

## 概要
産業革命以降に工業都市として発展した街である。それまではバーター取引を中心とした小さな商業の街であった。現在は市内を横切るグレート・ウェスタン鉄道を中心に栄え、本田技研工業 (Honda/ホンダ) の欧州における生産拠点があり、途中中断を挟みながらも2021年まで日本でも売られていたホンダ・シビックタイプRが作られていた。世界大戦中には現在ホンダの工場がある場所にあった飛行場が活躍した。
他にモトローラの工場もあり、また以前はローバーの工場があったが、今は撤退している。現地では世界にも数箇所しかない、ラウンドアバウト（ロータリー交差点の一種）が6つ連なってできたマジック・ラウンドアバウトがあることで有名。1990年代にモンデックス電子マネーの大々的な実証実験が行われた地域であることでも知られている
。
ホンダの工場があるため、日本人も数百人住んでおり、スタントンハウスホテルという昔の領事館を改造して作られたホテルで日本食を食べたり買ったりもできる。街の中心街から徒歩10分ぐらいの所に昔の列車の車庫を改造した欧州最大規模（2006年現在）のアウトレットモールがあり、近年観光客を呼び寄せるために駅周辺を再開発する動きが見られる。
中心街を中心としたデザイナーズマンションの建設、郊外の住宅地の開発や国立病院の立替などが行われており、今後人口増加が予想される。ちなみに「市街地の様子」写真に写っているビルは、1995年頃に立てられた州内で一番高い建物（デビッド・マレー・ジョン・タワー）であり、下はデパートなどが入るショッピングモールになっており、上層階はオフィスと住居になっている。

### 鉄道の町
[ソースを編集]
1841年から1842年にかけて、イザムバード・キングダム・ブルネルのスウィンドン工場が建設され、グレート・ウェスタン鉄道（GWR）の機関車の修理と整備が行われた。GWRは従業員の住居として小さな鉄道村を建設した。蒸気鉄道博物館とイングリッシュ・ヘリテージ（イングリッシュ・ヘリテージ・アーカイブを含む）は現在、旧工場の一部を占めている。村には、ファリンドン・ロード沿いのパーク・ハウスにあったGWR医療基金診療所とその病院、そしてほぼ向かい側にあったミルトン・ロードの1892年建設のヘルスセンターがあり、診療所、薬局、ランドリー、浴場、ビクトリア朝様式のトルコ風呂、プールなどを備えていた。
1871年以降、GWR労働者は週給から少額を天引きされ、医療基金に積み立てられるようになった。GWRの医師は労働者やその家族に薬を処方したり、医療機関に送ったりすることができた。1878年には基金が客車・荷馬車工場の職人による義肢の提供を開始し、9年後には最初の歯科医院を開設した。この歯科医は就任後数か月で2,000本以上の歯を抜歯した。1892年に医療センターが開設されてからは、医師は散髪や入浴の指示もできるようになった。このサービスの「ゆりかごから墓場まで」という範囲は、後にNHSの青写真として利用された。
1844年に設立された機械工協会は、1855年5月1日、教会のような外観で屋根付き市場を併設した建物に移転した。協同組合であるニュー・スウィンドン改善会社は、この自己改善プログラムのための資金を調達し、鉄道村の中心に位置する新設施設の費用としてグレート・ウェスタン鉄道に年間40ポンドを支払った。この画期的な組織は、鉄道労働者を国内で最も教育水準の高い肉体労働者へと変貌させた。
機械工協会には、英国初の貸出図書館があり、様々な教育向上のための講義、劇場へのアクセス、救急車教室や木琴教室といった様々な活動も行われていました。協会の元事務局長が1853年にニュースウィンドン協同組合を設立したが、組合員の分裂後、ニュースウィンドン産業協会が誕生し、協会内の市場の屋台で小売業を営んでいた。協会はまた、先駆的な労働組合員を育成し、地域民主主義を促進した。
結核がニュータウンを襲ったとき、機械工学研究所は北ウィルトシャーの産業の先駆者たちを説得し、同鉄道の元従業員はGWR医療協会基金の医師から引き続き医療を受けるべきだと同意させた。同協会は同基金の設立と資金提供に尽力していた。
スウィンドンの「もう一つの」鉄道であるスウィンドン・マールボロ・アンド・アンドーバー鉄道は、スウィンドン・アンド・チェルトナム延長鉄道と合併してミッドランド・アンド・サウス・ウェスタン・ジャンクション鉄道を設立し、チェルトナムでロンドン・アンド・サウス・ウェスタン鉄道とミッドランド鉄道を連結することを目指した。スウィンドン・マールボロ・アンド・アンドーバーは、スウィンドンの旧市街が位置する丘の下にトンネルを掘る計画だったが、資金が尽きたため、鉄道は旧市街のデヴィゼス・ロードからスウィンドン・タウン駅まで乗り入れ、西に新市街を迂回し、ラッシー・プラットでグレート・ウェスタン鉄道と交差して、北のサイレンセスター、チェルトナム、そしてロンドン・モーター・ライン（M&SWJR が採用した「ミッドランド・レッド」塗装 ）に向かった。
19世紀後半、スウィンドン・ニュータウンはロンドンとブリストルを結ぶ幹線道路沿いに発展した。1900年、元々の市場町であったオールド・スウィンドンは、丘の麓にあった新しい隣町と合併し、一つの町となった。
1923年7月1日、GWRは主に単線だったM&SWJRを引き継ぎ、スウィンドン・タウンから北への路線はスウィンドン・ジャンクション駅に転線され、タウン駅にはアンドーヴァーとソールズベリーへの南行きの路線のみが残された。 SM&A鉄道だった最後の旅客列車は、鉄道の最初の区間が開通してから80年後の1961年9月10日に運行された。
20世紀前半、鉄道工場は町最大の雇用主であり、国内でも最大級の規模を誇り、14,500人以上の労働者を雇用していた。アルフレッド・ウィリアムズ（1877-1930）は、この工場で鎚起工人として働いていた自身の人生について記している。
工場の衰退は、英国で最後に製造された蒸気機関車であるイブニング・スターの生産開始となった1960年に始まった。 工場は機関車製造の役割を失い、イギリス国鉄の車両保守を引き継いだ。1970年代後半には工場の大部分が閉鎖され、残りの工場も1986年に閉鎖された。
鉄道村にあるコミュニティセンターは、もともとグレート・ウェスタン鉄道の従業員のための宿舎だった。1960年代には鉄道博物館となり、2000年代にSTEAM博物館が開館するまで使用されていた。

## スポーツ
スウィンドンを本拠地とするサッカークラブ。
- スウィンドン・タウン / リーグ・ツー（4部相当）
- スウィンドン・スーパーマリン / サザンリーグ・プレミアディヴィジョン（7部相当）

## 姉妹都市
- トルン、ポーランド
- ザルツギッター, ドイツ
- オコタル, ニカラグア
- チャタヌーガ, アメリカ合衆国

## 出身人物
- ギルバート・オサリバン　-　歌手、シンガー・ソングライター
- XTC　-　ロックバンド、スウィンドンで結成
- ジョニー・メイ - ラグビー選手
- ゾーイ・ジョーンズ - 女性フィギュアスケート選手
- ダイアナ・ドース - 女優
- ディーン・アシュトン - サッカー選手
- トム・ウィズダム - 俳優
- ビリー・パイパー - 女優、歌手
- ベン・サッチャー - サッカー選手
- レイチェル・シェリー - 女優